# Svatba naruby
Svatba naruby (v originále In & Out) je americká filmová komedie, kterou natočil režisér Frank Oz v roce 1997. Snímek měl světovou premiéru na Mezinárodním filmovém festivalu v Torontu dne 10. září 1997. V České republice film v roce 2005 vyšel na DVD.

## Děj
Howard Brackett je učitel angličtiny na střední škole v malém městě Greenleaf a má před svatbou se svou kolegyní Emily, se kterou se před třemi lety zasnoubil. Celé město čeká na předávání Oscarů, neboť jeden z bývalých žáků byl nominován. Cameron Drake při přebírání Oscara za roli homosexuálního vojáka poděkuje mj. svému homosexuálnímu učiteli Brackettovi, což ve městě všechny překvapí a Brackett popře, že by byl gay. Do města přijíždějí novináři a jedním z nich je Peter Malloy, který je sám gay. Zatímco ostatní záhy odjedou, on zůstane až do svatby, aby natočil o Howardovi reportáž. Howard se na své svatbě přizná, že je gay. Následně dostane výpověď ze školy. Do města přijíždí i Cameron. Na školní slavnosti k závěru školního roku vyjádří žáci i obyvatelé města Howardovi podporu a Cameron mu věnuje svou cenu Oscara.

## Obsazení
| Kevin Kline         | Howard Brackett   |
| Joan Cusacková      | Emily Montgomery  |
| Tom Selleck         | Peter Malloy      |
| Matt Dillon         | Cameron Drake     |
| Debbie Reynoldsová  | Berniece Brackett |
| Wilford Brimley     | Frank Brackett    |
| Bob Newhart         | Tom Halliwell     |
| Gregory Jbara       | Walter Brackett   |
| Shalom Harlowová    | Sonya             |
| Shawn Hatosy        | Jack              |
| Zak Orth            | Mike              |
| Lauren Ambrose      | Vicky             |
| Alexandra Holdenová | Meredith          |

## Ocenění
Joan Cusacková byla v roce 1998 byla nominována jako nejlepší herečka ve vedlejší roli na cenu Oscar i Zlatý glóbus.
Kevin Kline byl rovněž nominován na cenu Zlatý glóbus jako nejlepší herec v komedii a dále na cenu Golden Satellite Award. Společně s Tomem Selleckem byli nominováni na cenu MTV Movie Award v kategorii nejlepší filmový polibek.

## Zajímavosti
Oscar, kterého Cameron Drake předá Howardu Brackettovi, patří skutečně Kevinu Klinesovi, který jej získal za roli ve filmu Ryba jménem Wanda (1988).
Joan Cusacková, která je jen o 16 měsíců starší než Matt Dillon, hraje ve filmu jeho bývalou středoškolskou učitelku.